# Jacob L. Devers
Jacob Loucks Devers, född den 8 september 1887, död den 15 oktober 1979, var en amerikansk general under andra världskriget. 
Devers utexaminerades från United States Military Academy i West Point som artilleriofficer och tjänstgjorde vid västfronten under första världskriget. Under mellankrigstiden arbetade han med artilleriets tekniska utveckling och hade höga stabstjänster bland annat i Panama. 1943 blev Devers chef för de amerikanska trupperna i Storbritannien. Därefter följde tjänsten som sekond i Medelhavet under den engelske generalen Maitland Wilson. Med Korsika som bas ledde han Operation Dragoon, landstigningen i Sydfrankrike och blev därefter en av tre armegruppchefer i Frankrike. I denna egenskap besatte han sydvästra Tyskland.
Devers avslutade sin militära bana som chef för de amerikanska markstridskrafterna.